# Susanne Aalto
Susanne E. Aalto là giáo sư về trắc địa thiên văn vô tuyến tại Đài quan sát không gian Onsala thuộc khoa Không gian, Trái đất và Môi trường tại Đại học Công nghệ Chalmers. Cô là giáo sư thiên văn vô tuyến từ năm 2013. Từ năm 1994 đến năm 1999, cô là nhân viên hậu phương tại Đài quan sát Steward, Đại học Arizona và tại Caltech ở Hoa Kỳ. Năm 1999, cô được trao giải Albert Wallin bởi Hiệp hội Khoa học và Tri thức Hoàng gia ở Gothenburg. Cô nghiên cứu sự tiến hóa và chuyển động của thiên hà bằng cách sử dụng kính viễn vọng vô tuyến và bức xạ từ các phân tử.

## Đầu đời và giáo dục
Cô sinh ngày 28 tháng 11 năm 1964 tại Eskilstuna, Thụy Điển. Năm 1994, cô trở thành nữ tiến sĩ thiên văn học vô tuyến đầu tiên của Thụy Điển với luận án về bức xạ từ các phân tử như một cách để nghiên cứu các thiên hà hình thành nhiều sao đồng thời (thiên hà bùng nổ sao).